# Anquela del Ducado
Anquela del Ducado è un comune spagnolo di 69 abitanti situato nella comunità autonoma di Castiglia-La Mancia.